# Za kude putuvate
Za kude putuvate (en búlgaro, За къде пътувате?) es una película de comedia búlgara de 1986 dirigida por Rangel Vulchanov. Se proyectó en la sección Un Certain Regard del Festival de Cine de Cannes de 1986. y participó en la competencia principal del 15.ª Festival Internacional de Cine de Moscú. La película fue seleccionada como la entrada búlgara a la Mejor Película Internacional en la 61.ª edición de los Premios de la Academia, pero no fue nominada.

## Reparto
| Actor               | Personaje     |
| ------------------- | ------------- |
| Stoyan Aleksiev     | Dotzent Radev |
| Georgi Kaloyanchev  | Bay Denyo     |
| Katerina Evro       | Katerina      |
| Iossif Surchadzhiev | Strezov       |
| Yordan Spirov       | Uchitelyat    |
| Katerina Angelova   |               |
| Dimo Kolarov        |               |
| Stefan Ilyev        |               |
| Vasil Dimitrov      |               |